# Spužva Bob Skockani
Spužva Bob Skockani (eng. SpongeBob SquarePants) američka je crtana serija. U Hrvatskoj je bio na televizijama RTL-u (sezona 1 – 5) i na Novoj TV (sezona 6 – 9 i 11), a emitira se na Nickelodeonu (sezone 1 – 13), Comedy Centralu (sezone 1 – 9) i NickToonsu (sezone 6 – 13). Prvih pet sezona sinkronizirao je studio Project 6, a sve ostale i prvih 5 NET Studio.

## O seriji
Ideja o ovoj crtanoj seriji rađa se 1993. godine iako su još prve skice nastale 1987. godine, i to iz glave podmorskog biologa Stephena Hillenburga. Gotovo cijelo desetljeće kasnije, 1996., Hilldenburg se udružuje s Derekom Drymonom što znači početak formiranja kreativnoga tima koji stvara priču o simpatično-neurotičnom junaku i njegovim prijateljima. Tada se glavni junak zvao SpongeBoy, a serijal je nosio ime “SpongeBoy, Ahoy!”. SpužvaBob Skockani živi u ananasu na dnu mora, u gradu po imenu Bikini Dolina. Tamo nije nimalo usamljen: društvo mu pravi ljubimac Slavko, puž koji se glasa poput mačke... Prvi susjed mu je lignja Kalamarko, perfekcionist, koji živi u moaiju (kamenoj figuri s Uskršnjih otoka) i s kojim se ne slaže baš najbolje. Drugi mu je susjed ujedno najbolji prijatelj Patrik, morska je zvijezda i živi pod stijenom. Tu je još i vjeverica Luna - njegov partner u karateu s kojom izvodi razne vratolomije.
Naš glavni junak radi kao kuhar u restoranu brze hrane "Rakova poslastica", čiji je vlasnik škrti rak, gosp. Klještić. Svoj posao jako voli, radi ga izuzetno dobro i njegov je san postati najboljim kuharom u cijelome oceanu.
Spužva Bob izuzetno je dobar, pošten, iskren i vrijedan povjerenja. Pravi je optimist pa uvijek na sve gleda sa svijetle strane i ne gubi nadu ni onda kada stvari pođu loše, što se događa gotovo uvijek.

## Zanimljivosti
Najviše distribuirano vlasništvo u povijesti MTVN-a, dostupno u 178 tržišta i prevedeno na 27 jezika, s proizvodima široke potrošnje u 22 zemlje. U maloprodaji diljem svijeta, proizvodi Spužva Bob do danas su ostvarili više od 7,5 milijardi $. Spužva Bob Skockani osvojio je mnogobrojne nominacije i nagrade, uključujući nagradu Emmy, Annecy International Animated Film Festival, Kids' Choice Awards i Seoul International Festival. U SAD-u 2009. godine Spužva Bob imao je svoj 10. rođendan koji je proslavljen diljem svijeta.

## Likovi

### Glavni likovi
- Spužva Bob Skockani (SpongeBob SquarePants) energična je i optimistična morska spužva (njegov izgled više odgovara kuhinjskoj spužvi), i živi u ananasu sa svojim kućnim ljubimcem Slavkom (puž koji se glasa poput mačke). Njegov najbolji prijatelj je Patrik zvijezda, a prvi susjed mu je lignja Kalamarko.

- Patrik Zvijezda (Patrick Star) živi dvije kuće dalje od Spužva Boba, njegov je najbolji prijatelj. On je roza zvjezdača i živi ispod kamena. Iako nije baš inteligentan i marljiv, sebe smatra inteligentnim i poduzetnim bićem.

- Kalamarko Kraković (Squidward Tentacles) Spužva Bobov je prvi susjed i kolega na poslu. Arogantna je i čangrizava morska lignja koja živi u moaiju s Uskršnjega otoka i ne voli svoje susjedstvo (naročito Spužva Boba i Patrika zbog njihovog djetinjastog ponašanja). On voli svirati klarinet i crtati svoje autoportrete, ali mrzi svoj posao u Rakovoj Poslastici.

- Eugen Klještić (Eugene H. Krabs) šef je Rakove Poslastice i bivši mornar. Velika je škrtica, opsjednut je novcem i plaća samo Kalamarka (i to jako slabo). Gospodin Klještić ima kćer, kita Koraljku (tinejdžericu).

- Šime Josip Plankton (Sheldon J. Plankton) najveći je neprijatelj Gospodina Klještića i ima restoran koji je konkurencija Rakovoj Poslastici (Prijateljska Kantica/Kanta Splačina). Većinu vremena provodi pokušavajući ukrasti tajnu formulu Klještićevih rakburgera (ključ uspjeha Rakove Poslastice). Ima računalnu ženu Karlu.

- Karla (Karen) je Planktonova računalna žena. Pomaže Planktonu ukrasti tajnu formulu, ali nije baš uspješna u tome jer je Plankton uopće ne sluša. Voli ispuštati zvukove.

- Luna Frnjau (Sandy Cheeks) bliska je prijateljica Spužva Boba, inače vjeverica iz Teksasa. Stručnjak je za karate i živi u podvodnom stablu. Podvodno stablo oklopljeno je staklenom kupolom. Kada nije unutar kupole, nosi astronautsko odijelo zato što ne može disati ispod vode. Kasnije se udaje za Spužva Boba (ali samo u predstavi).

- Gospođa Pufnić (Mrs. Puff) učiteljica je u brodskoj školi. Napuhača je i mrzi Spužva Boba jer je naporan i dosadan te jedva čeka da ga nauči voziti brod.

- Koraljka (Pearl) je Klještićeva kći, 16-godišnja tinejdžerka. Obožava ići u šoping i vrlo je popularna u krugu Bikini Doline. Stalno troši Klještićev novac.

- Slavko (Gary) je Spužva Bobov puž koji baš i ne priča puno, u nekoliko epizoda (uglavnom u Spužva Bobovom svijetu snova i u epizodi u kojoj mu je kupio prevoditelja puževa) te je prikazan kao moralno i razumno biće koje govori. U crtiću je prikazan kao lik koji razumije Spužva Boba.

### Sporedni likovi
- Lovro (Larry) je snažni crveni jastog koji vodi teretanu.

- Čovjek Sirena i Dječak Školjka (Mermaid Man and Barnacle Boy) su hrabri superjunaci iz stripova koje Spužva Bob i Patrik obožavaju te ih ponekad i glume.[1]

- Kralj Neptun (King Neptune) vladar je cijelog mora, inspiriran rimskim bogom Neptunom. Živi u kraljevskom dvorcu sa svojom ženom i sinom Tritonom.[2]

- Leteći Nizozemac (Flying Dutchman) zli je duh koji je ponekad protiv Spužva Boba, a ponekad mu je prijatelj. Plovi na svom ukletom brodu te može letjeti i prolaziti kroz stvari.

- Čovjek Raža i Prljavi Mjehurić (Man Ray and Dirty Bubble) su glavni neprijatelji Čovjeka sirene i Dječaka školjke. Njihov je cilj poraziti superjunake i zavladati svijetom.

- Kalamarko Fensijević (Squilliam Fancyson)  bogata je hobotnica i Kalamarkov vječiti rival.

## Popis epizoda i sezona

### Sezona 1
| Epizode                                            |
| -------------------------------------------------- |
| Tražimo kuhara / Čaj na svježem zraku              |
| Mjehurići / Poderane gaće                          |
| Lov na meduze / Plankton                           |
| Zločesti morski susjedi / Škola vožnje za čamac    |
| Dostava pizze / Dome slatki ananasu                |
| Čovjek sirena i Dječak školjka / Krastavci         |
| Redar na hodniku / Meduza tulum                    |
| Lunina raketa / Čizme koje ciče                    |
| Povratak prirodi / Suprotan dan                    |
| Kulturološki šok / Zabava                          |
| MišićBob Nabildani / Kalamarkov neprijateljski duh |
| Pratilac / Zaposlenik mjeseca                      |
| Spužva Bob Strašljivi / Kad sam bio Slavko         |
| SB-129 / Karate udarci                             |
| Slatki snovi / Zapjenio se                         |
| Valentinovo / Komadić papira                       |
| Na zapovjed kapetane / Dno dna                     |
| Teksas / Malen sam                                 |
| Prvi april / Neptunova kuhača                      |
| Udice / Čovjek Sirena i dječak Školjka II          |

### Sezona 2
| Epizode                                                   |
| --------------------------------------------------------- |
| Odvezana ti cipela/ Kalamarkov slobodan dan               |
| Nešto smrdi / Pod Koraljkinom vladavinom                  |
| Veliki rozi gubitnik / Prijatelj Mjehurić                 |
| Ubojita pita / Lažni gospodin Kliještić                   |
| Crvić / Burger ludilo                                     |
| Bakine pusice / Lignjograd                                |
| Tjedan pred zimski san / Zločinci                         |
| Božić što je to ?                                         |
| Kako preživjeti ?/ Odbačen                                |
| Ništa za badava / Ja sam tvoj najveći fanatik             |
| Čovjek sirena i Dječak školjka III / Vicevi o vjevericama |
| Pritisak / Opaki kikiriki                                 |
| Loši mornari / Slavko se kupa                             |
| Dobrodošli u Kantu / Načrčkani Bob                        |
| Tajna kutija / Kalamarkov bend                            |
| Noćna smjena / Zaljubljeni Klještić                       |
| Otezanje / Tko je glup?                                   |
| Prostaci / Nepoznati umjetnik                             |
| Lovac na meduze / Kuharske igre                           |
| Kalamarko u štrajku / Luna, SpužvaBob i crv               |

### Sezona 3
| Epizode                                                   |
| --------------------------------------------------------- |
| Kod drugoga je uvijek bolje / Spasilac Bob na dužnosti    |
| Klub SpužvaBob / Moj konjiću morski                       |
| Grubijan / Jedan grizić                                   |
| Opaki burger / Kutija za idiote                           |
| Čovjek sirena i Dječak školjka IV / Zločinci              |
| Učinak Grudanja / Klještićevo smeće                       |
| Viđeno na TV-u / Imaš šta sitnog?                         |
| Maminim mazama ulaz zabranjen / Kalamarko se vraća        |
| Kliještić borg / Spavaj mi spavaj školjkice               |
| Trajna farba / Video za obuku u Rakovoj poslastici        |
| Dobrodošli na tulum kod Spužva Boba                       |
| Čokolada s lješnjacima / Čovjek sirena i Dječak školjka V |
| Novi učenik Zvjezdača / Dagnje                            |
| Ugh                                                       |
| Velika utrka puževa / Kriza srednjih godina               |
| Ponovno rođen / Mala nezgoda                              |
| Klještićland / Kampiranje                                 |
| Nestali identitet / Planktonova vojska                    |
| Leteći SpužvaBob                                          |
| SpužvaBob susreće Davitelja / Prava psina                 |

### Sezona 4
| Epizode                                                     |
| ----------------------------------------------------------- |
| Strah od rakburgera / Ljuštura od čovjeka                   |
| Izgubljeni madrac / Kliještić protiv Planktona              |
| Jeste li vidjeli ovog puža?                                 |
| Kandža / Dobri susjedi                                      |
| Na prodaju / Smjehuljak ha ha                               |
| Vitez i zmaj                                                |
| Krvni neprijatelj / Čovjek sirena i Dječak školjka VI: Film |
| Patrik Pametnjaković / KalaBob Skocpipkani                  |
| Rakov toranj / Gospođa Pufnić je dobila otkaz               |
| Duh u kući / Majmunska posla                                |
| Kitovski rođendan / Karate otok                             |
| Nije zlato sve što sja / Zdenac pun želja                   |
| Novi list / Pužje ludilo                                    |
| Loš godišnji / Perika                                       |
| Putovanje Kalamarko / Prava dama                            |
| Stvar / Hokus pokus                                         |
| Na rubu suza / Glupost vlada                                |
| Divlji u sedlu / Najbolji neprijatelji                      |
| Migracija meduza / Mini Kalamarkić                          |
| Najbolji dan / Žvaka                                        |

## Hrvatska sinkronizacija
U hrvatskoj sinkronizaciji Spužva Bob govori kajkavskim narječjem, a Luna, Plankton i Klještić čakavskim. Ostali likovi govore standardnim hrvatskim jezikom.
| Naziv lika          | Uloge (Project 6) | Uloge (NET) |
| ------------------- | ----------------- | --- |
| Spužva Bob Skockani | Ronald Žlabur     | Darije Somi (S6E3–S9E18) (i Spužva Bob Skockani: Spužva na suhom) Daniel Dizdar (S1-5, 6E1-2, 9E19-) (i Spužva Bob Skockani: Spužva u bijegu) |
| Kalamarko Pipkavac  | Goran Malus       | Daniel Dizdar |
| Patrik Zvijezda     | Luka Peroš        | Robert Bošković |
| Eugen Kliještić     | Robert Ugrina     | Robert Bošković |
| Luna Frnjau         | Ivana Hajder      | Nikica Viličić (sezona 6 – 8) Karmen Sunčana Lovrić (sezona 9 –) (sezona 1 – 5)                                                               |
| Šime Josip Plankton | Alen Šalinović    | Nikola Marjanović |
| Karla Plankton      | Mirta Zečević     | Lorena Nosić |
| Koraljka Kliještić  | Mirta Zečević     | Kristina Krepela |
| Gospođa Pufnić      | Lena Politeo      | Maja Petrin (sezona 6 – 7) |
| Lovro Jastog        | (nepoznato)       | Željko Šestić |

## Nagrade
- Annie Awards
- Best Animated Television Production (2005.)
- Best Writing in an Animated Television Production (2006.)
- Nickelodeon Kids Choice Awards
- Best Cartoon (2003., 2004., 2005., 2006., 2011., 2012.)

- Golden Reel Award
- Best Sound Editing in Television Animation – Music (2000., 2001., 2002., 2003.)
- Best Sound Editing in Television Animation – Music (2000., 2003., 2004.)